# ガーベラガーデン
ガーベラガーデンは、日本の漫才コンビ。両者ともに別の職種で活動しているため、事務所に所属せずにアマチュアとして活動している。

## メンバー
かみうら（1984年12月10日 - ）（40歳）
- 徳島県三好市出身。立ち位置は向かって右側。ツッコミ担当。
- 本名、上浦侑。
- 徳島県立池田高等学校、名古屋大学数学科卒業。
- 数学担当の塾講師を本業としている。
- noteで「アマチュアがM-1グランプリ1回戦を勝つためには」という論文を掲載している。

ジッパー（1983年11月12日 - ）（41歳）
- 愛知県出身。立ち位置は向かって左側。ボケ担当。
- 本名、井上純徳（いのうえ よしのり）。
- 教員免許を持っており、普段は公立小学校の教諭として勤務している。
- 妻子持ちであり、息子とのコンビ「やつやつファミリー」としてもM-1グランプリに出場している。

## 概要
名古屋の市民劇団に所属していたジッパーが、同じ劇団にいたかみうらに声をかけて2007年にコンビを結成。当初は名古屋の芸能事務所「どっかんプロ」に所属していたが、後にそれぞれ就業したためフリーとなる。
M-1グランプリでは、アマチュアでありながら2018、2019、2021の3度にわたって準々決勝に進出している。これは名古屋を拠点とするお笑いコンビとしては、プロを含めても最高の成績であるため、「名古屋最強」の漫才コンビと評される。2020は2回戦敗退で終わるも（この年はアマチュアコンビが全て2回戦までで敗退した）、ベストアマチュア賞を受賞した。さらに、同年社会人漫才師限定の賞レース「社会人漫才王 2020」で優勝。「アマチュアお笑い界のトップランナー」と称される。
名古屋だけではなく大阪にも出張してライブに出演しており、2024年までは「楽屋A」のレギュラーメンバーとして活動していた。
2022年3月には大須演芸場にて単独ライブを披露。拠点である愛知県の由緒ある劇場で単独ライブを開催したことで多くの注目を集めた。コンビでこれまで6回の単独ライブを開催しているが、ジッパーが公務員であるためライブの料金は毎回0円である。
M-1グランプリは2022年をもってラストイヤーを迎えたが、M-1グランプリ2023では同じくアマチュアのお笑い芸人である栗尾とのトリオ「第3おかかうどん」として出場している。

## 芸風
主に漫才。塾講師のかみうらと小学校教諭のジッパーのどちらも「教える事を生業としている者」同士のコンビであるため、学校と塾という似て非なる立場や教育目標の違いなどを利用したコント漫才を披露している。
コントもしており、キングオブコント2023では、準々決勝に進出している。

## 賞レース戦歴

### M-1グランプリ
| 年度             | 結果         | エントリー No. | 備考                                 |
| ---------------- | ------------ | -------------- | ------------------------------------ |
| 2009年 (第9回）  | 2回戦進出    | 不明           | どっかんプロ所属時代                 |
| 2010年 (第10回） | 2回戦進出    | 不明           | どっかんプロ所属時代                 |
| 2015年（第11回） | 1回戦敗退    | 434            |                                      |
| 2016年（第12回） | 2回戦進出    | 1081           |                                      |
| 2017年（第13回） | 2回戦進出    | 2076           |                                      |
| 2018年（第14回） | 準々決勝進出 | 2450           |                                      |
| 2019年（第15回） | 準々決勝進出 | 1786           |                                      |
| 2020年（第16回） | 2回戦進出    | 556            | 1回戦1位通過。ベストアマチュア賞受賞 |
| 2021年（第17回） | 準々決勝進出 | 1270           | 1回戦1位通過                         |
| 2022年（第18回） | 3回戦進出    | 53             |                                      |

### その他賞レース
- 2019年 ホリンピック夏フェス2019 SUMMER SUNNY CUP 決勝進出

- 2020年 社会人漫才王決定戦2020 優勝
- 2022年 社会人漫才王決定戦2022 決勝進出
- 2023年 M-1グランプリ 2回戦進出（栗尾とのユニット「第3おかかうどん」として）
- 2023年 キングオブコント 準々決勝進出
- 2024年 M-1グランプリ 3回戦進出（栗尾とのユニット「第3おかかうどん」として）[19]

## 出演
ラジオ
- ガーベラガーデン ババロアラジオ（MID-FM） - 冠番組。
- ゆるよる（CBCラジオ）

ライブ
- ホリンピック 真夏のお笑いフェス（2018年）
- 全員、おじさん。（2022年）
- 楽屋A×GERAPP presents 東西お笑いFES（2023年）
- 大阪の楽屋Aの芸人の名古屋旅行（2023年）
- ババア流星群×全員おじさん ～終わったら即、日○屋スペシャル～（2023年）